# 1-ша Агробудівська вулиця (Мелітополь)
1-ша Агробудівська вулиця — вулиця в Мелітополі. Починається від вулиці Чайковського, йде на захід і переходить в Північну вулицю.

## Історія
Вулиця Агробудівська виникла 23 вересня 1999 року, коли виконком Семенівської сільської ради дав згоду на перейменування вулиці Павла Ловецького (однієї з двох вулиць, що носили однакове найменування) на Агробудівську.
Оскільки Агробудівська вулиця виявилася складеною з двох паралельних ділянок, з часом для них стали використовувати назви 1-ша Агробудівська і 2-га Агробудівська. Перша відома згадка в документах власне 1-ї Агробудівської датується 1 лютого 2002.